# مقاطعة أوسلي (كنتاكي)
مقاطعة أوسلي (بالإنجليزية: Owsley County)‏ هي إحدى المقاطعات في ولاية كنتاكي في الولايات المتحدة الأمريكية.